# Adam Stegerwald

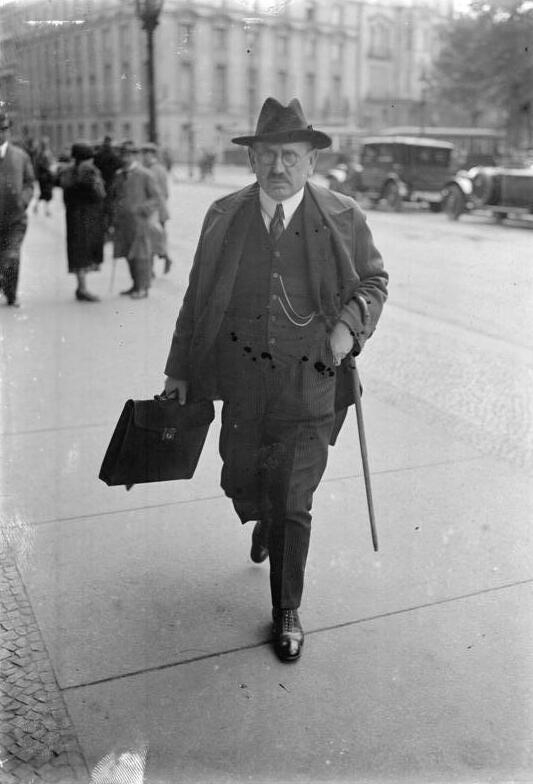
Adam Stegerwald in 1930

Adam Stegerwald (14 december 1874 - 3 december 1945) was een Duitse katholieke politicus en een leider van de Deutsche Zentrumspartei. Hij was minister-president van Pruisen in 1921 en later minister in de regeringen van Hermann Müller en Heinrich Brüning. Hij was tot 1933 Oberpräsident (administratieve president) van de provincie Brandenburg. Daarna keerde hij terug naar zijn thuisregio Unterfranken. In 1945 werd hij op last van de Amerikaanse bezettende macht tot Regierungspräsident van Unterfranken benoemd. In Würzburg was hij een van de oprichters van de nieuwe partij Christlich-Soziale Union in Beieren. In december 1945 overleed hij echter aan een longontsteking.
Adolf Heinrich von Arnim-Boitzenburg · Ludolf Camphausen · Rudolf von Auerswald · Ernst von Pfuel · Friedrich Wilhelm von Brandenburg · Adalbert von Ladenberg (a.i.) · Otto Theodor von Manteuffel · Karel Anton van Hohenzollern-Sigmaringen · Adolf zu Hohenlohe-Ingelfingen (a.i.) · Otto von Bismarck · Albrecht von Roon · Otto von Bismarck · Leo von Caprivi · Botho zu Eulenburg · Chlodwig zu Hohenlohe-Schillingsfürst · Bernhard von Bülow · Theobald von Bethmann Hollweg · Georg Michaelis · Georg von Hertling · Max van Baden · Paul Hirsch · Heinrich Ströbel · Paul Hirsch · Otto Braun · Adam Stegerwald · Otto Braun · Wilhelm Marx · Otto Braun · Hermann Göring
- Bibliothèque nationale de France: cb14547060z (data)
- CiNii: DA08708391
- Gemeinsame Normdatei: 118752995
- International Standard Name Identifier: 0000 0001 2140 5726
- Library of Congress Control Number: n96097438
- Nationale Bibliotheek van Tsjechië: skuk0001325
- Nationale Bibliotheek van Israël: 987007281575705171
- Nederlandse Thesaurus van Auteursnamen: 071310010
- Système universitaire de documentation: 148748457
- Virtual International Authority File: 77111296
- WorldCat: E39PBJdcBJCCRhDGXyFRW8tqcP